# Lake Tomahawk, Wisconsin
Lake Tomahawk là một thị trấn thuộc quận Oneida, tiểu bang Wisconsin, Hoa Kỳ. Năm 2010, dân số của thị trấn này là 986 người.